# لویسبورگ (تنسی)
لویسبورگ(به انگلیسی: Lewisburg) شهری در ایالت تنسی کشور ایالات متحده آمریکا است که جمعیت آن در سرشماری سال ۲۰۱۰ میلادی، ۱۱٬۱۰۰ نفر بوده‌است.